# Çiftlik
Çiftlik là một huyện thuộc tỉnh Niğde, Thổ Nhĩ Kỳ. Huyện có diện tích 422 km² và dân số thời điểm năm 2007 là 29236 người, mật độ 69 người/km².